# ماجا آستروم
ماجا آستروم (انگلیسی: Maja Åström؛ زادهٔ ۱۴ دسامبر ۱۹۸۲) بازیکن فوتبال اهل سوئد است.
از باشگاه‌هایی که در آن بازی کرده‌است می‌توان به باشگاه فوتبال زنان تیرسو و دیوری گردن اشاره کرد.
وی همچنین در تیم ملی فوتبال زنان سوئد بازی کرده‌است.